# Gerald FitzGerald, 5.º Duque de Leinster
Gerald FitzGerald, 5.º Duque de Leinster (16 de agosto de 1851 – 1 de dezembro de 1893) foi um nobre britânico-irlandês.

## Biografia
Leinster nasceu em Dublin, Irlanda, filho de 4.º Duque de Leinster e de Caroline Sutherland-Leveson-Gower, filha de 2.º Duque de Sutherland.
Casou-se com Hermione Wilhelmina Duncombe (30 de março de 1864 – Mentone, França, 19 de março de 1895), filha de 1.º Conde de Feversham, em Londres, a 17 de janeiro de 1884. Não foi um casamento feliz. Ela faleceu de tuberculose aos 30 anos de idade.
Os Duques de Leinster tiveram os seguintes filhos:
- Filha sem nome (nascida em 1885 – falecida em 5 de fevereiro de 1886);
- Maurice FitzGerald, 6.º Duque de Leinster (1 de março de 1887 – 4 de fevereiro de 1922);
- Desmond FitzGerald (21 de setembro de 1888 – 3 de março de 1916), morto na Primeira Guerra Mundial – sepultado em França com a inscrição na lápide: "FIÉL ATÉ À MORTE";[a][4][5][6][7][8][9][10]
- Edward FitzGerald, 7.º Duque de Leinster (6 de maio de 1892 – 8 de março de 1976), cujo alegado pai biológico foi Hugo Charteris, 11.º Conde de Wemyss.[2]

Após a morte do 5.º Duque devido a febre tifóide, a sua coleção de selos, que continha cerca de dez mil peças, foi legada ao Museu de Ciência e Arte de Dublin. Incluía um Cisne Invertido, cuja inversão ele descobriu anos depois de ter tomado posse dele.